# Вашингтон, Пи Джей
Пол Жамейн «Пи Джей» Вашингтон младший (англ. Paul Jamaine "P. J." Washington Jr. ; род. 23 августа 1998 года, Луисвилл, Кентукки, США) — американский профессиональный баскетболист, выступающий за команду НБА «Даллас Маверикс». Был выбран на драфте НБА 2019 года под общим 12-м номером. Играет на позиции тяжёлого форварда.

## Студенческая карьера

### Кентукки Уайлдкэтс
В первом сезоне Пи Джей набирал в среднем 10,8 очков и делал 5,7 подборов. По окончании сезона объявил о выставлении своей кандидатуры на Драфт НБА 2018 года, но позже решил её снять и вернуться в колледж..
Во втором сезоне улучшил свои статистические показатели, набирая в среднем 15,2 очка и делая 7,6 подборов. После вылета «Кентукки» из Мартовского безумия Пи Джей решил отказаться от двух последних лет обучения в колледже и выставить свою кандидатуру на Драфт НБА 2019 года, на котором он был выбран под 12-м номером командой Шарлотт Хорнетс..

## Карьера в НБА

### Шарлотт Хорнетс (2019—2024)
3 июля 2019 года Пи Джей подписал контракт с «Шарлотт Хорнетс». 23 октября 2019 года в поединке против «Чикаго Буллз» Пи Джей Вашингтон стал первым новичком в истории лиги, который забросил 7 трёхочковых бросков в своём первом матче НБА. В статистическом протоколе встречи на его счету было 27 очков, 4 подбора и он начинал игру в стартовом составе «Хорнетс».
28 марта 2023 года Вашингтон набрал максимальные за карьеру 43 очка в матче против «Оклахома-Сити Тандер».
26 августа 2023 года Вашингтон подписал трехлетний контракт с «Хорнетс» на 48 миллионов долларов.

### Даллас Маверикс (2024 — настоящее время)
8 февраля 2024 года Вашингтон был обменян в «Даллас Маверикс» в обмен на Сета Карри, Гранта Уильямса и пик в первом раунде 2027 года, который находится в топ-2 защищенных. 10 февраля Вашингтон дебютировал в «Маверикс», набрав 14 очков, пять подборов и один перехват в победе над «Оклахома-Сити Тандер» со счетом 146–111. 5 апреля Вашингтон набрал 32 очка в победе над «Голден Стэйт Уорриорз». 26 апреля в 3-й игре первого раунда плей-офф против «Лос-Анджелес Клипперс», Вашингтон был удален с плошадки после того, как вступил в перепалку с Расселом Уэстбруком. 11 мая в 3-й игре полуфинала Западной конференции Вашингтон набрал 27 очков и возглавил команду «Маверикс» в победе над «Оклахома-Сити Тандер» со счетом 105-101. В 6-й игре на Вашингтоне сфолил Шай Гилджес-Александер при попытке трехочкового броска за 2,5 секунды до конца. «Тандер» взяли тренерский челлендж, так как посчитали, что фола не было. Судьи подтвердили нарушение, и «Оклахома» лишилась последнего таймаута. Вашингтон попал два первых штрафных броска, чтобы вывести «Маверикс» вперед на 1 очко, а третий специально промахнулся. После этого Джейлен Уильямс промахнулся с середины площадки, «Маверикс» победили «Тандер» со счетом 117-116 и вышли в финал Западной конференции. Вашингтон помог «Маверикс» выйти в финал НБА 2024 года, где они проиграли «Бостон Селтикс» в пяти матчах.
27 декабря 2024 года Вашингтон вступил в конфликт с Юсуфом Нуркичем на площадке. На следующий день Вашингтон был дисквалифицирован на одну игру.

## Статистика

### Статистика в НБА
| Сезон                                                                                    | Команда | Регулярный сезон | Регулярный сезон | Регулярный сезон | Регулярный сезон | Регулярный сезон | Регулярный сезон | Регулярный сезон | Регулярный сезон | Регулярный сезон | Регулярный сезон | Регулярный сезон | Серия плей-офф | Серия плей-офф | Серия плей-офф | Серия плей-офф | Серия плей-офф | Серия плей-офф | Серия плей-офф | Серия плей-офф | Серия плей-офф | Серия плей-офф | Серия плей-офф |
| Сезон                                                                                    | Команда | GP               | GS               | MPG              | FG%              | 3P%              | FT%              | RPG              | APG              | SPG              | BPG              | PPG              | GP             | GS             | MPG            | FG%            | 3P%            | FT%            | RPG            | APG            | SPG            | BPG            | PPG            |
| ---------------------------------------------------------------------------------------- | ------- | ---------------- | ---------------- | ---------------- | ---------------- | ---------------- | ---------------- | ---------------- | ---------------- | ---------------- | ---------------- | ---------------- | -------------- | -------------- | -------------- | -------------- | -------------- | -------------- | -------------- | -------------- | -------------- | -------------- | -------------- |
| 2019/20                                                                                  | Шарлотт | 58               | 57               | 30,3             | 45,5             | 37,4             | 64,7             | 5,4              | 2,1              | 0,9              | 0,8              | 12,2             | Не участвовал  | Не участвовал  | Не участвовал  | Не участвовал  | Не участвовал  | Не участвовал  | Не участвовал  | Не участвовал  | Не участвовал  | Не участвовал  | Не участвовал  |
| 2020/21                                                                                  | Шарлотт | 64               | 61               | 30,5             | 44,0             | 38,6             | 74,5             | 6,5              | 2,5              | 1,1              | 1,2              | 12,9             | Не участвовал  | Не участвовал  | Не участвовал  | Не участвовал  | Не участвовал  | Не участвовал  | Не участвовал  | Не участвовал  | Не участвовал  | Не участвовал  | Не участвовал  |
| 2021/22                                                                                  | Шарлотт | 65               | 28               | 27,2             | 47,0             | 36,5             | 71,6             | 5,2              | 2,3              | 0,9              | 0,9              | 10,3             | Не участвовал  | Не участвовал  | Не участвовал  | Не участвовал  | Не участвовал  | Не участвовал  | Не участвовал  | Не участвовал  | Не участвовал  | Не участвовал  | Не участвовал  |
| 2022/23                                                                                  | Шарлотт | 73               | 73               | 32,6             | 44,4             | 34,8             | 73,0             | 4,9              | 2,4              | 0,9              | 1,1              | 15,7             | Не участвовал  | Не участвовал  | Не участвовал  | Не участвовал  | Не участвовал  | Не участвовал  | Не участвовал  | Не участвовал  | Не участвовал  | Не участвовал  | Не участвовал  |
| 2023/24                                                                                  | Шарлотт | 44               | 17               | 29,2             | 44,6             | 32,4             | 71,3             | 5,3              | 2,2              | 0,9              | 0,7              | 13,6             | Не участвовал  | Не участвовал  | Не участвовал  | Не участвовал  | Не участвовал  | Не участвовал  | Не участвовал  | Не участвовал  | Не участвовал  | Не участвовал  | Не участвовал  |
| 2023/24                                                                                  | Даллас  | 29               | 28               | 32,2             | 42,1             | 31,4             | 62,7             | 6,2              | 1,5              | 1,2              | 0,9              | 11,7             | 22             | 22             | 35,7           | 42,7           | 34,8           | 70,9           | 6,6            | 1,4            | 0,7            | 0,8            | 13,0           |
|                                                                                          | Всего   | 333              | 264              | 30,3             | 44,7             | 35,4             | 70,5             | 5,5              | 2,2              | 0,9              | 1,0              | 12,9             | 22             | 22             | 35,7           | 42,7           | 34,8           | 70,9           | 6,6            | 1,4            | 0,7            | 0,8            | 13,0           |
| Наведите курсор мыши на аббревиатуры в заголовке таблицы, чтобы прочесть их расшифровку. |         |                  |                  |                  |                  |                  |                  |                  |                  |                  |                  |                  |                |                |                |                |                |                |                |                |                |                |                |

### Статистика в NCAA
| Сезон | Команда  | Conf  | Class | GP | GS | MPG  | FG%  | 3P%  | FT%  | RPG | APG | SPG | BPG | PPG  |
| --- | -------- | ----- | ----- | -- | -- | ---- | ---- | ---- | ---- | --- | --- | --- | --- | ---- |
| 2017/18 | Кентукки | SEC   | FR    | 37 | 30 | 27,4 | 51,9 | 23,8 | 60,6 | 5,7 | 1,5 | 0,8 | 0,8 | 10,8 |
| 2018/19 | Кентукки | SEC   | SO    | 35 | 33 | 29,3 | 52,2 | 42,3 | 66,3 | 7,5 | 1,8 | 0,8 | 1,2 | 15,2 |
| Всего | Всего    | Всего | Всего | 72 | 63 | 28,3 | 52,1 | 38,4 | 63,2 | 6,6 | 1,7 | 0,8 | 1,0 | 12,9 |
| Наведите курсор мыши на аббревиатуры в заголовке таблицы, чтобы прочесть их расшифровку Статистика приведена с сайта sports-reference.com |          |       |       |    |    |      |      |      |      |     |     |     |     |      |